# 10 (Linea 77)
10 è il sesto album in studio del gruppo musicale italiano Linea 77, pubblicato il 30 marzo 2010 dalla Universal Music Group.

## Descrizione
Anticipato dal brano Vertigine, pubblicato sull'iTunes Store il 26 marzo 2010, si tratta dell'ultimo album in studio con Emi alla voce e con Dade al basso, con quest'ultimo successivamente passato nel ruolo di cantante.

## Tracce
Testi e musiche di Paolo Pavanello, Davide Pavanello, Emiliano Audisio, Nicola Sangermano e Christian Montanarella, eccetto dove indicato.
1. Muezzin – 5:57
2. Vertigine – 3:13
3. Il senso – 3:55
4. A noi – 3:07
5. Aspettando meteoriti – 4:15
6. La notte – 3:29
7. Come vipere – 3:49
8. Au revoir – 5:03
9. Tank! – 3:20
10. L'ultima volta – 2:25

Tracce bonus nella versione di iTunes (Stati Uniti)
1. Out of Time – 4:14 (testo: Damon Albarn – musica: Damon Albarn, Alex James, Dave Rowntree) – originariamente interpretata dai Blur
2. Muezzin (Acoustic) – 4:03
3. Aspettando meteoriti (feat. Nikki) – 4:14

## Formazione
- Emi – voce
- Nitto – voce
- Chinaski – chitarra
- Dade – basso, chitarra
- Tozzo – batteria